# Воронина, Раиса Петровна
Раиса Петровна Воронина (род. 1935 год, Тамбовская область) — ткачиха Арженского суконного комбината имени Красной Армии Министерства лёгкой промышленности РСФСР, Рассказово Тамбовской области. Герой Социалистического Труда (1971).

## Биография
Родилась в 1935 году в семье потомственного текстильщика в Тамбовской области. В 1954 году окончила среднюю школу в Рассказове, после которой трудилась ткачихой на Арженском суконном комбинате. В 1965 году окончила заочное отделение Моршанского текстильного техникума. В 1965 году досрочно выполнила производственные задания Семилетки (1959—1965), за что была награждена Орденом Ленина.
На основе передового опыта советских ткачих создала свой собственный метод многостаночного обслуживания. Одной из первой на комбинате освоила автоматические аппараты системы «СТБ-216». На протяжении многих лет показывала высокие трудовые результаты. В 1970 году досрочно выполнила личные социалистические обязательства и производственные задания Восьмой пятилетки. Указом Президиума Верховного Совета СССР от 5 апреля 1971 года «за выдающиеся успехи в досрочном выполнении заданий пятилетнего плана и большой творческий вклад в развитие производства тканей, трикотажа, обуви, швейных изделий и другой продукции легкой промышленности» удостоена звания Героя Социалистического Труда с вручением ордена Ленина и золотой медали «Серп и Молот».
Избиралась делегатом XXIV съезда КПСС. 
Проработала на комбинате около тридцати лет. После выхода на пенсию проживает в Рассказове.
Награды
- Герой Социалистического Труда
- Орден Ленина — дважды (09.06.1966; 1971)
- Орден Октябрьской Революции (17.03.1981)
- Почётный гражданин города Рассказово (12.10.2001).